# جيفري ماكلاين
جيفري ماكلاين (بالإنجليزية: Jeffrey McClain)‏ هو سياسي أمريكي، ولد في 2 فبراير 1958 في أوبير ساندوسكي في الولايات المتحدة. حزبياً، نشط في الحزب الجمهوري. وقد انتخب عضو مجلس نواب أوهايو.